# Frínic (poeta tràgic)
Frínic (en llatí Phrynicus, en grec antic Φρύνιχος) fill de Polifradmó o segons d'altres, de Minires, va ser un dels poetes atenencs a qui s'atribueix la invenció de la tragèdia. Suposadament era deixeble de Tespis, segons diu Suides, i seria anterior a Èsquil. Els antics diuen que va florir cap a l'any 483 aC (olimpíada 74).
Va guanyar un premi per les seves tragèdies l'any 511 aC, 24 anys després que Tespis (que el va guanyar el 535 aC), dotze anys després de Queril d'Atenes (523 aC), i dotze anys abans que Èsquil (499 aC). La seva última victòria va ser a l'Olimpíada 76 (l'any 476 aC), on sembla que Temístocles va ser director del cor i va enregistrar-ho en una inscripció.
Probablement, com altres poetes del seu temps, va anar a la cort de Hieró I de Siracusa i allí va morir.
A les històries sobre l'origen de la tragèdia grega, s'assigna a Frínic un lloc important, normalment després de Tespis. Les millores externes i mecàniques de les tragèdies, s'atribueixen a diversos autors, i segurament s'anaven incorporant a cada una de les obres noves que escrivien a la fi del segle vi aC i inicis del V aC. Els principals autors que van introduir innovacions van ser Queril d'Atenes, Frínic, Pratines i Èsquil. Es dubta sobre qui va introduir primer les millores, ja que els autors incorporaven les noves possibilitats a les obres que escrivien. A Frínic se li atribueix la introducció de màscares que representaven dones, però les seves millores anaven més cap a canviar el caràcter poètic intern del drama, i per això se l'ha considerat l'inventor de la tragèdia, encara que Plató dubta si va ser ell o Tespis.
Va substituir els relats lleugers i lúdics per temes seriosos de l'època heroica o per gestes del seu temps que posessin de relleu la història contemporània. Buscava no tant divertir al públic com moure les seves passions, i segons Heròdot, va ser tant poderós l'efecte que va causar en els espectadors la descripció que va fer de la captura de Milet que el públic es va posar a plorar desconsoladament. Frínic va ser multat amb mil dracmes per haver provocat tant de sofriment, i es va aprovar una llei que prohibia tornar a representar aquella tragèdia.
Alguns autors han suposat que la temàtica de les obres de Frínic i la seva manera d'exposar-la podrien derivar de la publicació per part de Pisístrat dels poemes d'Homer, que Aristòtil considera que van ser l'origen remot de la tragèdia. Èsquil, el successor de Frínic, reconeix en diverses ocasions el seu deute amb Homer, segons comenta Ateneu de Naucratis.
En l'estructura de la tragèdia també va fer canvis importants, afegint als cors lleugers de Tespis una potent música amb els cors ditiràmbics, i va separar clarament les parts assignades al cor i als actors. Els autors posteriors, fins i tot Aristòfanes, fan referència a les seves belles melodies. Podria ser l'autor d'un himne a Pal·las que Aristòfanes considera model de la poesia antiga. També va prestar atenció a les danses del cor i es conserva un epigrama que alaba la seva habilitat en la composició de les figures. En les tragèdies de Frínic el cor encara conserva el lloc principal, paper que va anar desapareixent amb Èsquil, quan va posar el diàleg i l'acció en un lloc rellevant.
De les diverses tragèdies de Frínic en queda molt poca informació. Suides, que com en altres casos, té dos articles sobre ell derivades de fonts diferents,, dona una llista d'obres seves:
- Πλευρωνίαι (o Πλεύρων), que també cita Pausànias.
- Αἰγύπτιοι.
- ̓Ακταίων.
- Αλκηστις.
- Ανται̂ος ἢ Λίβυες
- Δίκαιοι ἢ Πέρσαι ἢ Σύνθωκοι
- Δαναίδες
- ̓Ανδρομέδα
- Ηριγόνη
- Αλωσις Μιλησίων (o Μιλήτου ἅλωσις)

A la llista que dona Suides no consta l'obra Φοίνισσαι Phoenissae, una de les més importants i que parlava de la derrota dels perses.